# Jill Whelan
Jill Whelan (Oakland, 29 september 1966) is een Amerikaanse actrice.

## Biografie
Whelan werd geboren op 29 september 1966 in Oakland (Californië) als dochter van Carol Garrett en Charles Whelan. Na in een aantal televisiereclames gespeeld te hebben, werd ze op 11-jarige leeftijd gecast voor de rol van Vicki Stubing, de dochter van kapitein Stubing, in zes van de negen seizoenen van de Amerikaanse televisieserie The Love Boat. Later speelde ze een gastrol in de revival Love Boat: The Next Wave. Ze heeft talloze gastrollen gespeeld in televisieseries en in de film Airplane! uit 1980.
Begin jaren tachtig was Whelan de nationale woordvoerster voor de anti-drugscampagne "Just Say No" van First Lady Nancy Reagan. In 1984 studeerde Whelan af aan de Buckley School in Sherman Oaks.. Na het einde van The Love Boat volgde ze les aan het Guildford College in Surrey (Engeland), waar ze Engelse literatuur studeerde. Na haar studies verhuisde ze naar New York, waar ze in een aantal Off-Broadway-producties speelde.
In 1999 stopte ze met acteren en ging werken als onderzoeksjournalist bij een televisiestation in Los Angeles. Later werd ze radiopresentatrice in Philadelphia. Vanaf 2009 stond ze opnieuw voor de camera in films en televisieseries.
Whelan is drie keer getrouwd. Haar eerste huwelijk met Brad St. John duurde van 1993 tot 2001. Het paar kreeg een zoon, Harrison. In 2004 trouwde ze met Michael Chaykowsky. Haar tweede zoon, Grant, werd geboren in 2006. In 2014 vroeg Whelan de scheiding aan. Sinds 2017 is ze getrouwd met haar derde echtgenoot, voormalig quarterback Jeff Knapple.

## Filmografie
- Library of Congress Control Number: no2017030529
- Virtual International Authority File: 154148997624159870005
- WorldCat: E39PBJgCJpV8FVm9kcrPJypdcP